# 동계 아시안 게임
동계 아시안 게임은 1986년부터 시작된 아시아 올림픽 평의회 가입국들의 동계 운동 경기 대회이다.
대륙별 스포츠 대회 중에서 유일한 동계대회이며 2011년을 제외한 나머지는 한국, 중국, 일본 등에서 개최되었다.

## 역대 대회 ~ 현재
| 개최 연도 | 대회 | 개최 국가/도시  | 1위            | 2위            | 3위            |
| --------- | ---- | --------------- | -------------- | -------------- | -------------- |
| 1986      | I    | 삿포로          | 일본           | 중화인민공화국 | 대한민국       |
| 1990      | II   | 삿포로          | 일본           | 중화인민공화국 | 대한민국       |
| 1996      | III  | 하얼빈          | 중화인민공화국 | 카자흐스탄     | 일본           |
| 1999      | IV   | 강원도          | 중화인민공화국 | 대한민국       | 카자흐스탄     |
| 2003      | V    | 아오모리        | 일본           | 대한민국       | 중화인민공화국 |
| 2007      | VI   | 창춘            | 중화인민공화국 | 일본           | 대한민국       |
| 2011      | VII  | 아스타나/알마티 | 카자흐스탄     | 일본           | 대한민국       |
| 2017      | VIII | 삿포로          | 일본           | 대한민국       | 중화인민공화국 |
| 2025      | IV   | 하얼빈          |                |                |                |
| 2029      | X    | 네옴            |                |                |                |

## 같이 보기
- 동계 올림픽